# Izmajlovskaja
Izmajlovskaja (Russisch: Измайловская) is een station aan de Arbatsko-Pokrovskaja-lijn van de Moskouse metro. Het station maakt deel uit van de tweede verlenging van lijn 3 die in oktober 1961 werd geopend. De wijk Pervomajsko werd sinds 24 september 1954 bediend door een provisorisch station in de vorm van een perron in het depot. Lijn 3 werd vervolgens verlengd met een viaduct langs het depot en werd op 21 oktober 1961 geopend. Station Izmajlovskaja werd toen geopend als Izmajlovski Park, genoemd naar het naast gelegen park. Het provisorium werd toen gesloten. Izmajlovski Park wisselde op 20 augustus 1963 van naam met Izmajlovskaja, het huidige Partizanskaja, omdat de ingang van het park zich daar bevindt. Izmajlovskaja is het enige bovengrondse station van het oostelijke deel van lijn 3, iets ten oosten van het station duikt de metro weer een tunnel in en via het viaduct aan de westkant wordt het ondergrondse Partizanskaja bereikt.   

## Galerij

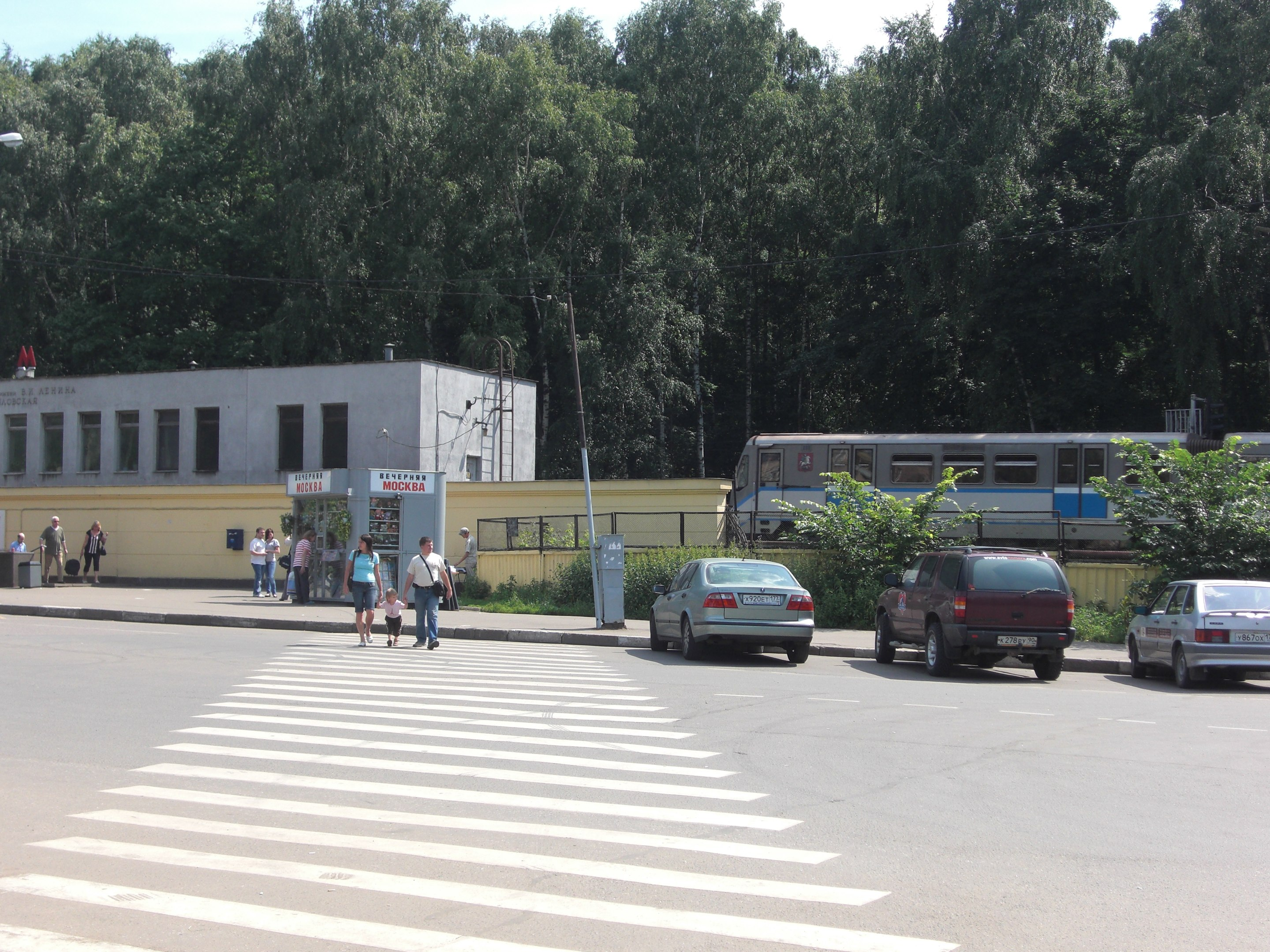
Het toegangsgebouw
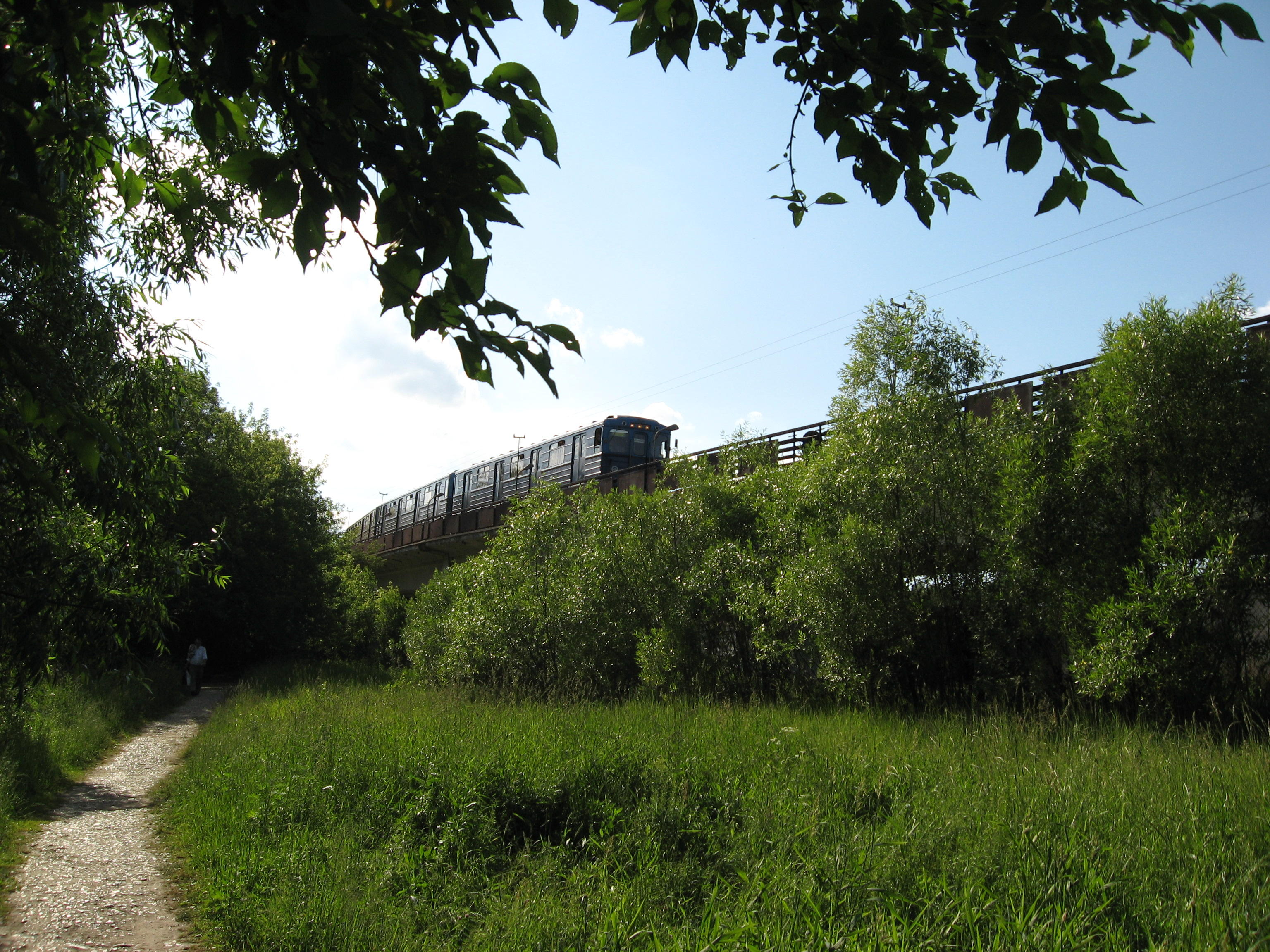
Het viaduct tussen Partizanskaja en Izmajlovskaja